# Bras-sur-Meuse
Bras-sur-Meuse ist eine französische Gemeinde mit 669 Einwohnern (Stand: 1. Januar 2022) im Département Meuse in der Region Grand Est (vor 2016: Lothringen). Die Gemeinde gehört zum Arrondissement Verdun und zum Kanton Belleville-sur-Meuse. Die Einwohner werden Brasiliens genannt.

## Geographie
Bras-sur-Meuse liegt etwa fünf Kilometer von Verdun entfernt. Die Maas (frz. Meuse) begrenzt die Gemeinde im Westen. Umgeben wird Bras-sur-Meuse mit den Nachbargemeinden Vacherauville im Nordwesten und Norden, Louvemont-Côte-du-Poivre im Nordosten, Douaumont im Osten, Fleury-devant-Douaumont im Osten und Südosten, Belleville-sur-Meuse im Süden sowie Charny-sur-Meuse im Westen.

## Bevölkerungsentwicklung
| Jahr                       | 1962 | 1968 | 1975 | 1982 | 1990 | 1999 | 2006 | 2019 |
| Einwohner                  | 261  | 310  | 483  | 513  | 486  | 550  | 686  | 691  |
| Quellen: Cassini und INSEE |      |      |      |      |      |      |      |      |

## Sehenswürdigkeiten
- Kirche Saint-Maurice, 1792 ursprünglich erbaut, 1928 wieder errichtet

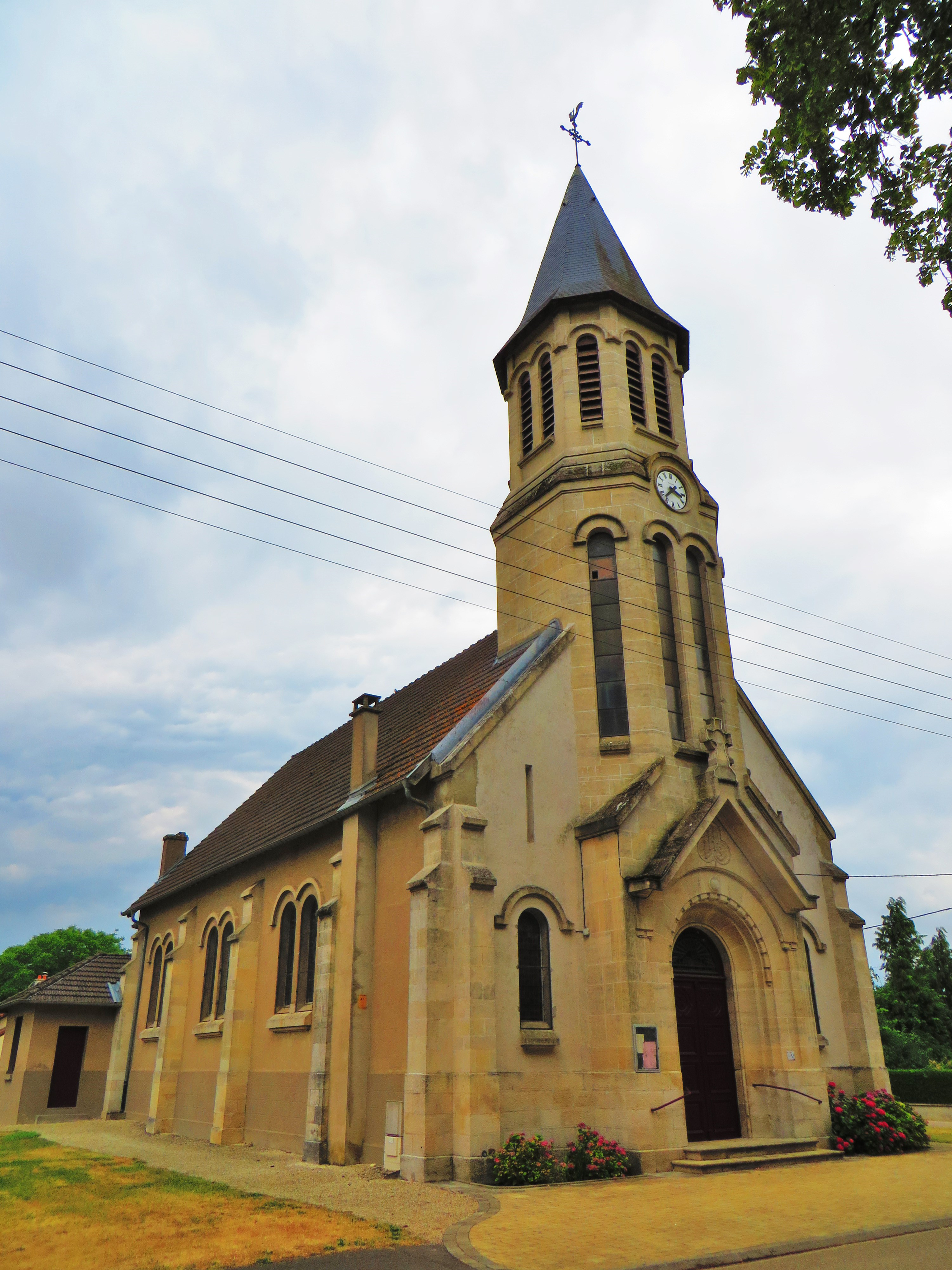
Kirche Saint-Maurice

- Rathaus